# Kawasaki ER-6
La Kawasaki ER-6 est une moto produite par le constructeur japonais Kawasaki.
Elle est depuis sa sortie dans le top 3 des motos les plus vendues en France.

## Historique
Présentée en 2005, l'ER-6 devient la nouvelle entrée de gamme de Kawasaki, prenant ainsi la relève de l'ER-5.
Contrairement à son ainée, elle est présentée en deux versions :
- l'ER-6n (ou naked) pour la version non carénée (type roadster) ;
- l'ER-6f (ou fairing) pour la version carénée (type routière). Ce carénage induit un surpoids de 4 kg. La hauteur de selle et l'empattement sont augmentés de 5 mm.

## Description
Œuvre du designer Shunji Tanaka, l'ER-6 rompt totalement avec le look de l'ER-5. Comme les Z 1000 (2003) et Z750 (2004), son design s'inspire fortement de l'esthétique des mangas.
Des clignotants intégrés à l'amortisseur arrière excentré, en passant par les disques de type « pétale », la partie-cycle peinte ou l'échappement sous le moteur, la présentation est peu commune pour une moto de cette gamme de prix.
Techniquement, le moteur est entièrement nouveau. La partie-cycle est classique, mais l'empattement très court permet une maniabilité exemplaire.
Un système ABS est disponible en option.

### 2005 - 2008
Présentée à la presse en juillet 2005, l'ER-6n est rapidement classée parmi les meilleures ventes toutes motos confondues.
Arrivée deux mois plus tard, le succès de la version carénée est plus mitigé. Alors qu'elle partage son moteur et sa partie-cycle avec la « n », ses ventes sont plus modestes.

### 2009 - 2011

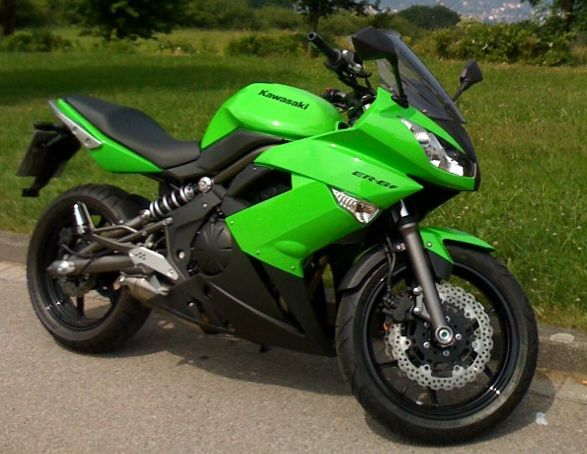
ER-6f 2009

En 2009, Kawasaki retouche son best-seller. Quelques défauts de la précédente version sont corrigés et la finition fait un bond en avant.
Un gros travail a notamment été effectué au niveau des vibrations, problème délicat sur le modèle de 2005. Avec succès.
Le design devient plus sportif, à l'image de la tête de fourche de l'ER-6f rappelant les sportives de la marque.

### 2012 - 2016

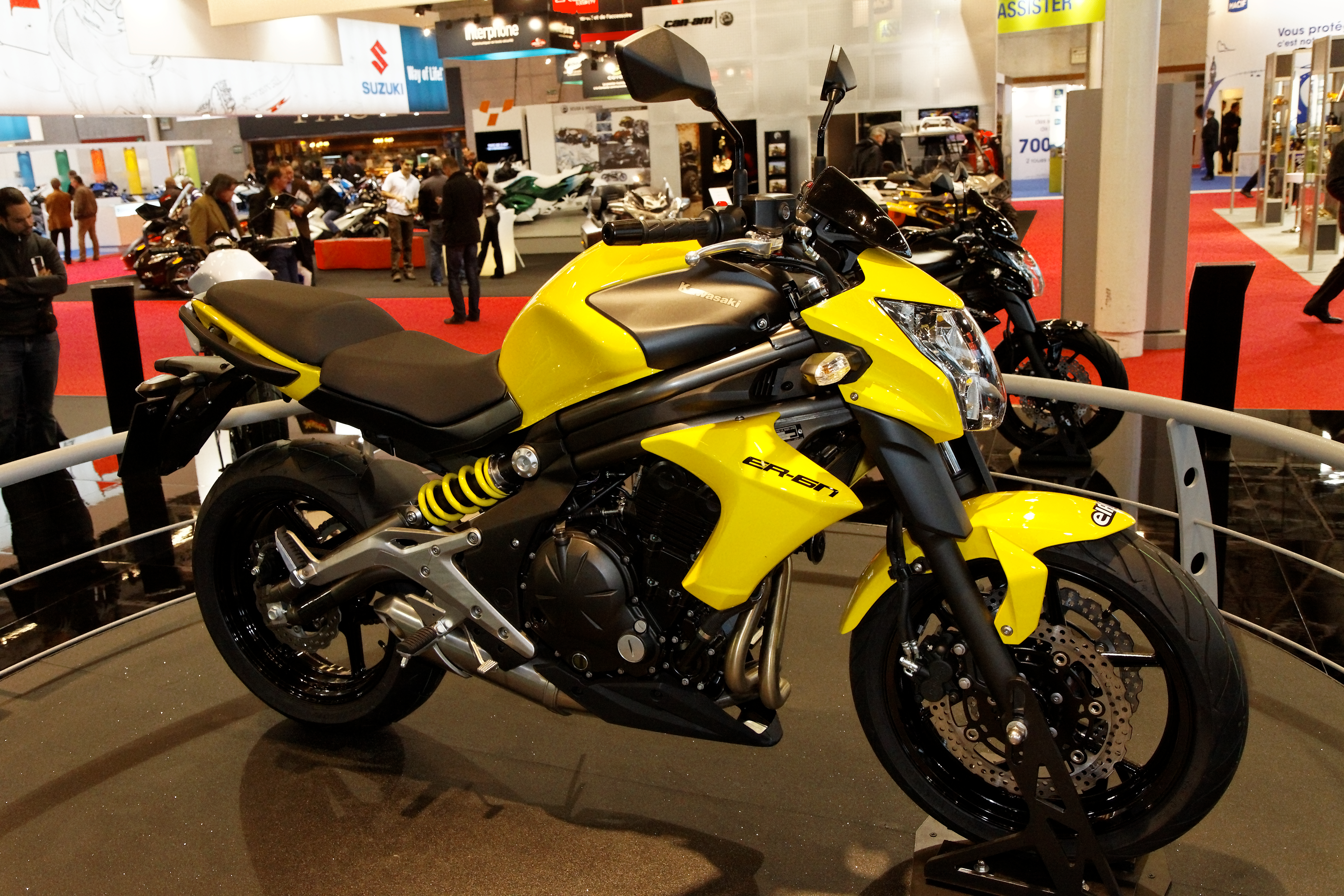
ER6-n 2012

En 2012, des modifications importantes sont opérées, les clignotants ne sont plus intégrés aux écopes mais de part et d'autre du phare. De plus, un cadre périmétrique double poutre vient remplacer l'ancien de type « diamant ». Le compteur aussi est remplacé, il reprend un compte-tours analogique à l'instar de la première génération.

## Coupe Kawasaki ER-6
Depuis 1971, la coupe Kawasaki permet à des amateurs d'accéder à la compétition pour un prix raisonnable. Dans ce but, les machines engagées sont similaires et très proches de la série.
À partir de 2006, l'ER-6n devient la machine officielle de la coupe.